# کاشوکی
کاشوکی (به ژاپنی: 可笑記) کتابی است که توسط سایتو چیکاموری نام تخلص نیورایشی، یک سامورایی، نویسنده از اهالی ولایت اچیگو در نیمه نخست دوره ادو نوشته شده و اولین چاپ آن در سال ۱۶۴۲ منتشر شد. این کتاب به سبک کانازوشی در مورد بوشیدو نوشته شده و از ارزش بسیار بالایی برخوردار است. با اینکه از این اثر به عنوان نسخه معاصر تسوره‌زوره‌گوسا (اثر یوشیدا کنکو، گوهر ادبیات قرون وسطی) نام برده شده اما نویسنده به‌طور کلی، همه چیز را روشن و واقع‌بینانه می‌بیند بدون اینکه وسواس بیش از حد داشته باشد. علاوه بر این، نویسنده نتوانسته مانند یوشیدا کنکو کاملاً روشن‌گری کند، بلکه بیانگر روحیه ای انتقادی همراه با بروز احساسات است. این کتاب زمینه را برای ادبیات مقاله مدرن ژاپن هموار کرد و از آن زمان کارهای زیادی در پیروی از این اثر ساخته شده‌است.
در مقدمه، نویسنده نوشته‌است: این کتاب مانند یک کدو قلیانی شناور در امواج جهان، بدون تمایز بین خوب و بد جهان، نوشته شده‌است، بنابراین خواننده ای که این مقاله را می‌خواند حتماً دو دست خود را بهم زده و خواهد خندید، به همین دلیل نام کتاب را «کاشوکی» (کتاب خنده) گذاشت. او همزمان با تشریح جامعه ادو به سبک ساده و روشن، از انتقادهای عموم مردم از حاکمان ناتوان، از دیدگاه یک نویسنده رونین (سامورایی بدون ارباب) صحبت می‌کند.
نویسنده، سایتو چیکاموری، یک رونین از خاندان موگامی بود. جوهر بوشیدو توسط سایتو چیکاموری در کاشوکی چنین تعریف شده‌است:
1. اخلاص - دروغ نگویید، ریاکار نباشید، سطحی نباشید.
2. مسئولیت - چاپلوس نباشید.
3. صرفه‌جویی - حریص نباشید.
4. ادب - بی‌ادبی نکن، تهمت نزن.
5. حیا - خودستایی نکنید، مغرور نشوید.
6. وفاداری - خیانت نکنید.
7. هماهنگی - با رفقا رابطه خوبی داشته باشید.
8. آرامش - بیش از حد به حوادث توجه نکنید.
9. شفقت - نسبت به یکدیگر ابراز نگرانی کنید، با احساس وظیفه قوی دلسوز باشید.[۱]